# Ewald Demeyere
Pour les articles homonymes, voir Demeyere.
Ewald Demeyere, né en Belgique en 1974, est un claveciniste classique et professeur de musique.

## Biographie
Ewald Demeyere  effectue sa formation musicale avec Jos van Immerseel au Conservatoire royal d'Anvers, où il remporte les premiers prix de solfège, d’harmonie écrite et pratique, de contrepoint et de fugue, ainsi que le diplôme de master en clavecin en 1997,.
Il devient enseignant dans ce même établissement à la fin de ses études et y est nommé professeur de clavecin en 2002. 
En musique de chambre, il collabore avec le Duo Capricornus composé de Barthold Kuijken et Vinciane Baudhuin ; en 2007, il crée l’orchestre baroque Bach Concentus, publiant quatre enregistrements. Il est membre des ensembles La Petite Bande et Il Fondamento, spécialisés en musique baroque.
Il pratique l'art de la variation.
En 2009, Ewald Demeyere reçoit le titre de docteur en arts à l’Université d'Anvers et au Collège universitaire Artesis Plantijn d'Anvers.
Son livre Johann Sebastian Bach’s Art of Fugue. Performance Practice based on German Eighteenth-Century Theory paraît en 2013 aux Presses universitaires de Louvain.